# Telephlebia brevicauda
Telephlebia brevicauda – gatunek ważki z rodziny żagnicowatych (Aeshnidae).